# Galla (kejsarinna)
Galla, född på 370-talet, död 394, var en romersk kejsarinna, gift med kejsar Theodosius I.
Hon var dotter till Valentinianus I och Justina och syster till Valentinianus II. År 387 anfölls Italien av den galliske motkejsaren Magnus Maximus, och Justina flydde med sin son och sin dotter från Italien till Thessaloniki, där de fick beskydd av den östromerske kejsaren. År 387 flydde hon med sin mor och bror Valentinianus till Grekland undan ett uppror. Hon uppges ha varit arianskt kristen. 
Enligt legenden skickades hon av sin mor, som var regent åt hennes bror, till Theodosius I för att gråtande be honom om hjälp. Theodosius I blev förtjust i hennes utseende och bad om att få gifta sig med henne. Modern gick med på saken i utbyte mot att han slog ned upproret och återinstallerade brodern Valentinianus på den västeromerska tronen, ett krav han gick med på och uppfyllde 388. Efter giftermålet blev hon kejsarinna och styvmor åt makens två söner i första äktenskapet. Själv fick hon två barn med Theodosius.  
Galla nämns annars inte mycket och spelade ingen dominerande roll som kejsarinna. Hon tycks inte ha varit politiskt verksam. Under makens frånvaro 388-391 kvarblev hon med sina styvsöner i Konstantinopel. Vid ett tillfälle år 390 förvisades hon från palatset av sin styvson Arcadius; egentligen dock av de som regerade som makens ställföreträdare i makens frånvaro, eftersom hennes styvson var för ung för att förvisa någon. 
Hon ska ha sörjt djupt vid brodern Valentinianus II:s död 392. Galla avled i barnsäng vid ett okänt datum under år 394.